# 2019년 대한민국의 텔레비전 드라마
다음은 2019년에 대한민국의 텔레비전에서 방송하는 드라마 프로그램을 서술한다.

## 동향

### 신설
- 2월 15일 SBS 금토드라마

### 폐지(잠정 중단)
- 1월 10일 OCN 수목드라마 (2018년 9월 12일)
- 9월 24일 MBC 월화드라마 (1981년 10월 5일)
- 10월 31일 OCN 수목드라마 (2019년 3월 6일)
- 11월 25일 KBS 2TV 월화 드라마 (1989년 10월 9일)
- 11월 28일 SBS 드라마 스페셜 (1992년 3월 25일)

## 이벤트 및 수상
- 제55회 백상예술대상 TV부문
- 제14회 서울 드라마 어워즈
- 제12회 코리아 드라마 어워즈
- 제7회 아시아태평양 스타 어워즈
- 제3회 더 서울어워즈
- MBC 연기대상
- KBS 연기대상, SBS 연기대상